# Leonard Schapiro

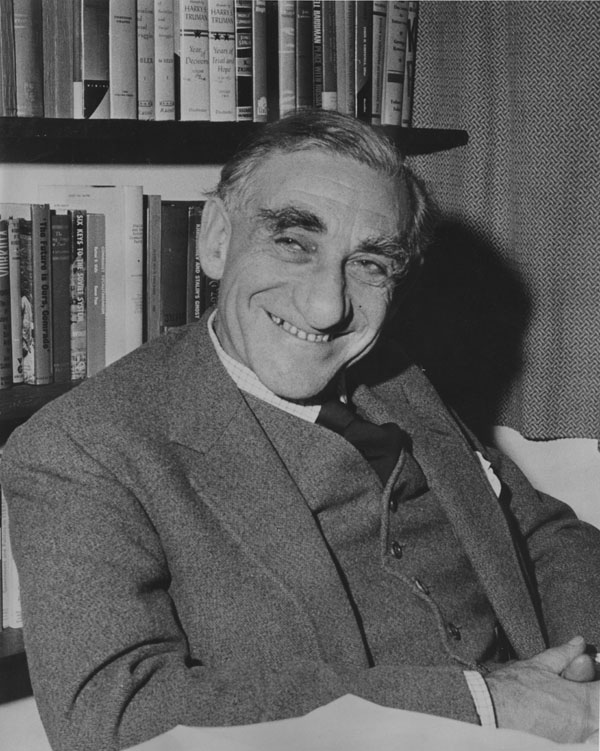
Retrato de Schapiro.

Leonard Schapiro (1908-1983) fue un politólogo, historiador y abogado británico, que escribió varias obras la Revolución Rusa y la Unión Soviética.

## Biografía
Nacido en 1908 en la ciudad escocesa de Glasgow, en el seno de una familia de judíos rusos, su infancia la vivió en el Imperio Ruso, que tuvo que abandonar al estallar la Revolución Rusa. En 1943 contrajo matrimonio con Isabel de Madariaga —hija del escritor y diplomático español Salvador de Madariaga—, de quien se separó en 1960 y divorció en 1976. Falleció el 2 de noviembre de 1983. Descrito como liberal y anticomunista, fue adscrito por Stephen Cohen a una escuela «totalitarista» —totalitaria en relación con el papel del Gobierno soviético— dentro de los estudios sobre la Unión Soviética junto a otros historiadores como Richard Pipes, Zbigniew Brzezinski, Moshe Lewin o Adam Ulam.
Fue autor de obras como The Origin of the Communist Autocracy (Harvard University Press, 1955); The Communist Party of the Soviet Union (Random House, 1960); Rationialism and Nationalism in Russian Nineteenth-Century Political Thought (Yale University Press, 1967); Turgenev: his Life and Times (Oxford University Press, 1978), una biografía del escritor Iván Turguénev; The Russian Revolutions of 1917: The Origins of Modern Communism (Basic Books, 1984); o Russian Studies (Viking, 1987), editados por Ellen Dahrendorf; entre otras. También fue editor de obras como The USSR and the Future, An Analysis of the New Program of the CPSU (Praeger, 1963); Lenin: The Man, the Theorist, the Leader (Pall Mall Press, 1968), junto a Peter Reddaway; o The Soviet Worker: Illusion and Realities (St. Martin's Press, 1981), junto a Joseph Godson; entre otras.